# فرودگاه اکاتی
فرودگاه اکاتی (به انگلیسی: Ekati Airport) یک فرودگاه خصوصی با کد یاتا YOA است که یک باند فرود شن دارد و طول باند آن ۱٬۹۵۴ متر است. این فرودگاه در کشور کانادا قرار دارد و در ارتفاع ۴۶۸ متری از سطح دریا واقع شده است.

## شرکت‌های هواپیمایی و مقصدهای پروازی
| شرکت‌های هواپیمایی | مقصدهای پروازی |
| ----------------- | -------------- |
| First Air         | چارتر: یلونایف |